# Catalina Lercaro
Catalina Lercaro (siglo XVI) fue una mujer italo-canaria, perteneciente a la familia de los Lercaro, de renombre en la ciudad de San Cristóbal de La Laguna (Tenerife, Canarias, España).

## Biografía
Los Lercaro eran una familia de importantes comerciantes genoveses, asentados en Tenerife tras la conquista. Catalina, hija de Antonio Lercaro, fue obligada a casarse con un hombre mayor que ella, que gozaba de una buena posición y gran riqueza. Este matrimonio de conveniencia no fue del agrado de ésta, quien el mismo día de su boda decidió quitarse la vida arrojándose al pozo que se encuentra en el patio de su casa-mansión (actual Museo de Historia de Tenerife en La Laguna).

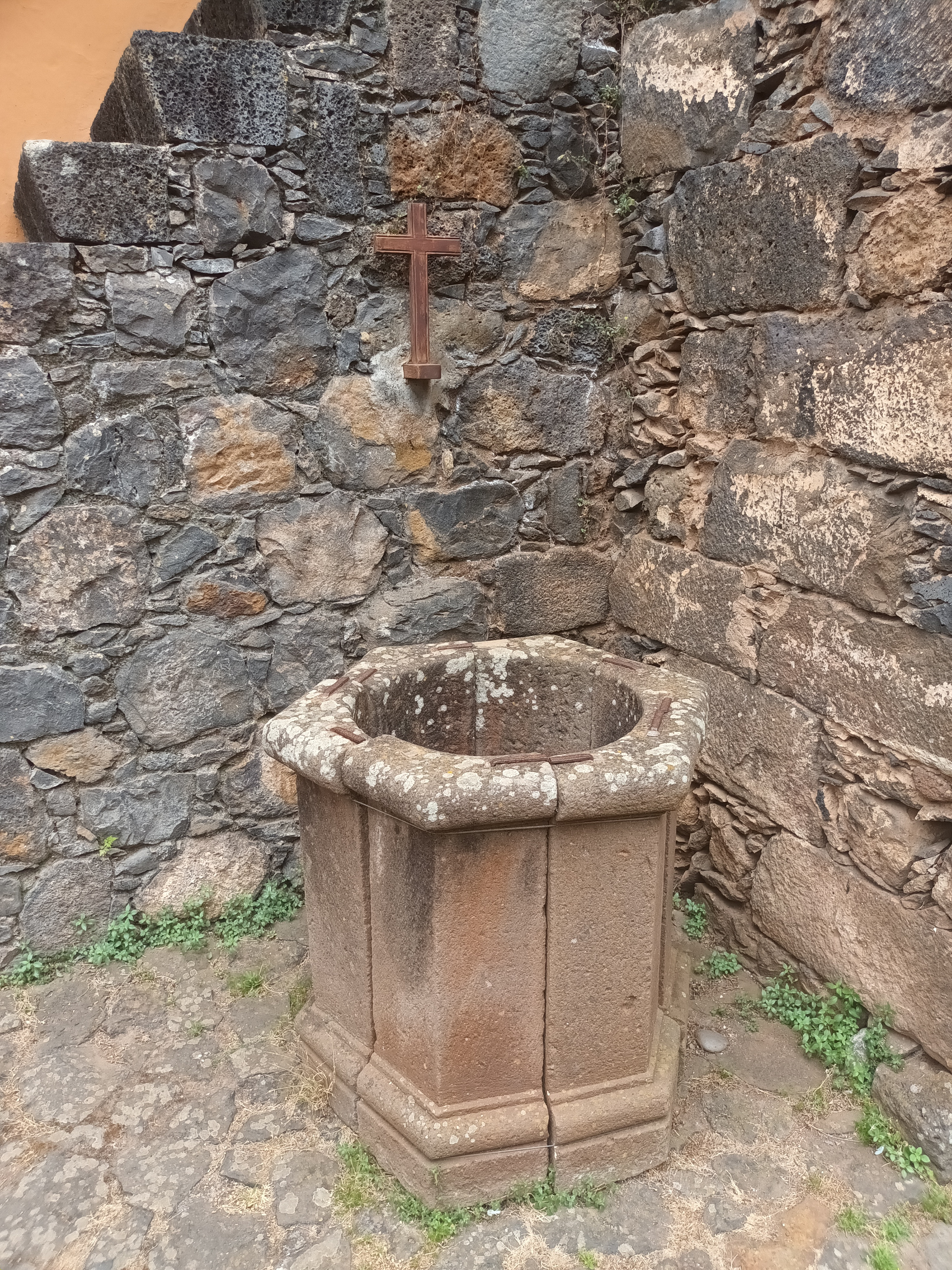
Pozo al que se le atribuye ser el lugar donde Catalina Lercaro se quitó la vida.

La leyenda apunta a que el cuerpo de Catalina está enterrado en una de las estancias de la casa, debido a que, al haberse suicidado, la Iglesia católica se opuso a que recibiera cristiana sepultura en un cementerio. Estos hechos motivaron a que la familia Lercaro se trasladara a vivir a La Orotava. Desde entonces mucha gente asegura haber visto el espectro de Catalina Lercaro paseando por los pasillos del museo. Más tarde, en 1993, la casa-mansión se convirtió en el actual Museo de Historia de Tenerife.
Actualmente Catalina Lercaro es el "espectro" más célebre de Canarias y la suya es una de las historias de fantasmas más conocidas de España.

## En la cultura popular
Esta leyenda fue popularizada en el resto de España a principios en la primera década de los 2000 del siglo XXI, gracias al programa radiofónico Milenio 3 y al televisivo Cuarto Milenio.